# Ken Galanchuk
John Kenneth Galanchuk, detto Ken (6 marzo 1940), è un ex cestista canadese.

## Carriera
Con il Canada ha disputato i Giochi panamericani di San Paolo 1963 e i Campionati del mondo del 1963.